# 国鉄ツム1形貨車
国鉄ツム1形貨車（こくてつツム1がたかしゃ）は、かつて日本国有鉄道（国鉄）に在籍した有蓋貨車（通風車）である。
本形式の改良型であるツム1000形についても本稿で記述する。

## ツム1形
ツム1形は、国鉄が1950年（昭和25年）から1953年（昭和28年）にかけて、600両（ツム1 - ツム600）を製作した、日本初の15トン積み二軸通風車である。前級ツ2500形が有蓋兼用通風車であったのに対して、本形式は通風専用車で、同時期に製造されていた標準型有蓋車ワム23000形の通風車版といえるが、軸距は300mm、車体が350mm長くなっている。
車体は鋼製で、車体側板や妻板、側扉まで鋼板に穴を開けたスリット状の通風口が上下2段に設けられており、通風に配慮して床板にも通風口が設けられているとともに、屋根にはガーランド形通風器が6個設けられている。側扉は幅1,700mmの片引き戸である。荷室内には、折り畳み式の鋼製棚が1段設けられている。荷室内壁には木製の内張りがあり、妻板の櫛桁部には厚さ15mmのフェルトが張られている。
ツム1形の軸ばね支持装置は（一段）リンク式で、最高運転速度は65km/hであったが、1958年（昭和33年）から1959年（昭和34年）にかけて当時残存の全車（ツム194,ツム235を除く598両）が二段リンク式に改造されて最高運転速度75km/hとされ、ツム1000形（ツム1100 - ツム1697）に編入された。車軸は12t長軸である。

## ツム1000形
ツム1000形は、ツム1形と同一の車体に二段リンク式走り装置を組み合わせた形式で、最高運転速度は75km/hに向上した。近畿車輛、鉄道車輛工業、協三工業、ナニワ工機、川崎車輛、富士車輌、日本車輌製造本店・支店、新木南車輛、輸送機工業、富士重工業、若松車輛、東急車輛製造で1953年（昭和28年）に100両（ツム1000 - ツム1099）、1960年（昭和35年）から1963年（昭和38年）にかけて900両（ツム1698 - ツム2597）の計1,000両が製造された。
荷室の寸法は、両形式とも長さ7,200mm、幅2,260mm、高さ2,230mmで、床面積は16.3m2、容積は36.5m3である。全長は8,200mm、全幅は2,763mm、全高は3,880mm、軸距は4,200mm、自重は11.0tである。
ツム1000形は、ツム1形からの改造車を含めて総数1,598両となり、通風車の標準形式として全国で野菜や果物などの輸送に使用されたが、昭和40年代から廃車が進み、1985年（昭和60年）度に形式消滅となった。